# Biotopbaum

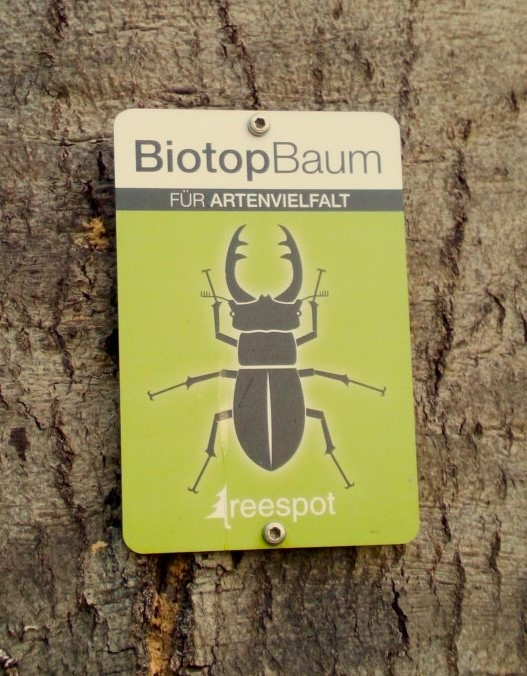

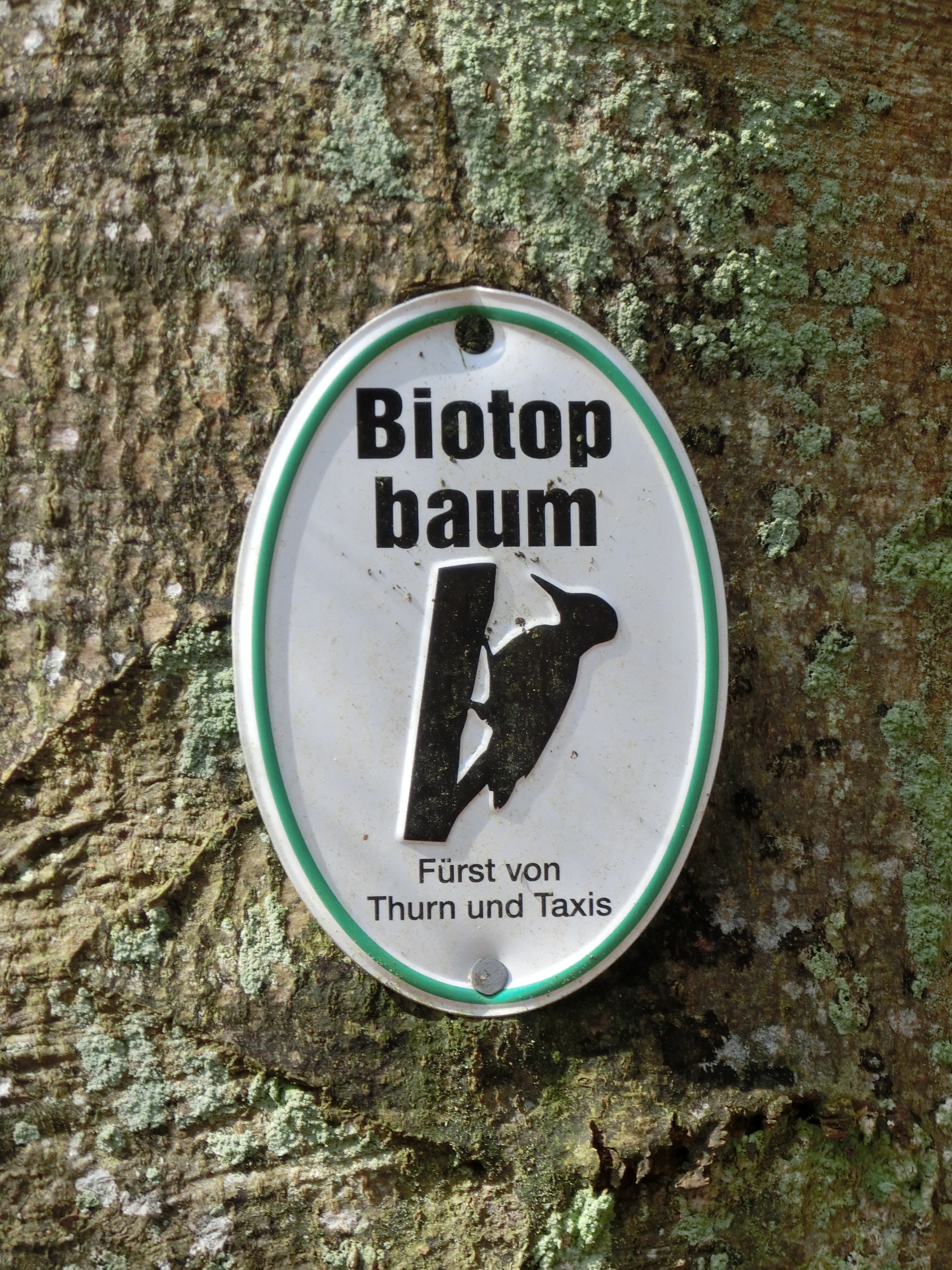
Kennzeichnung eines Biotopbaums bei Pfullendorf

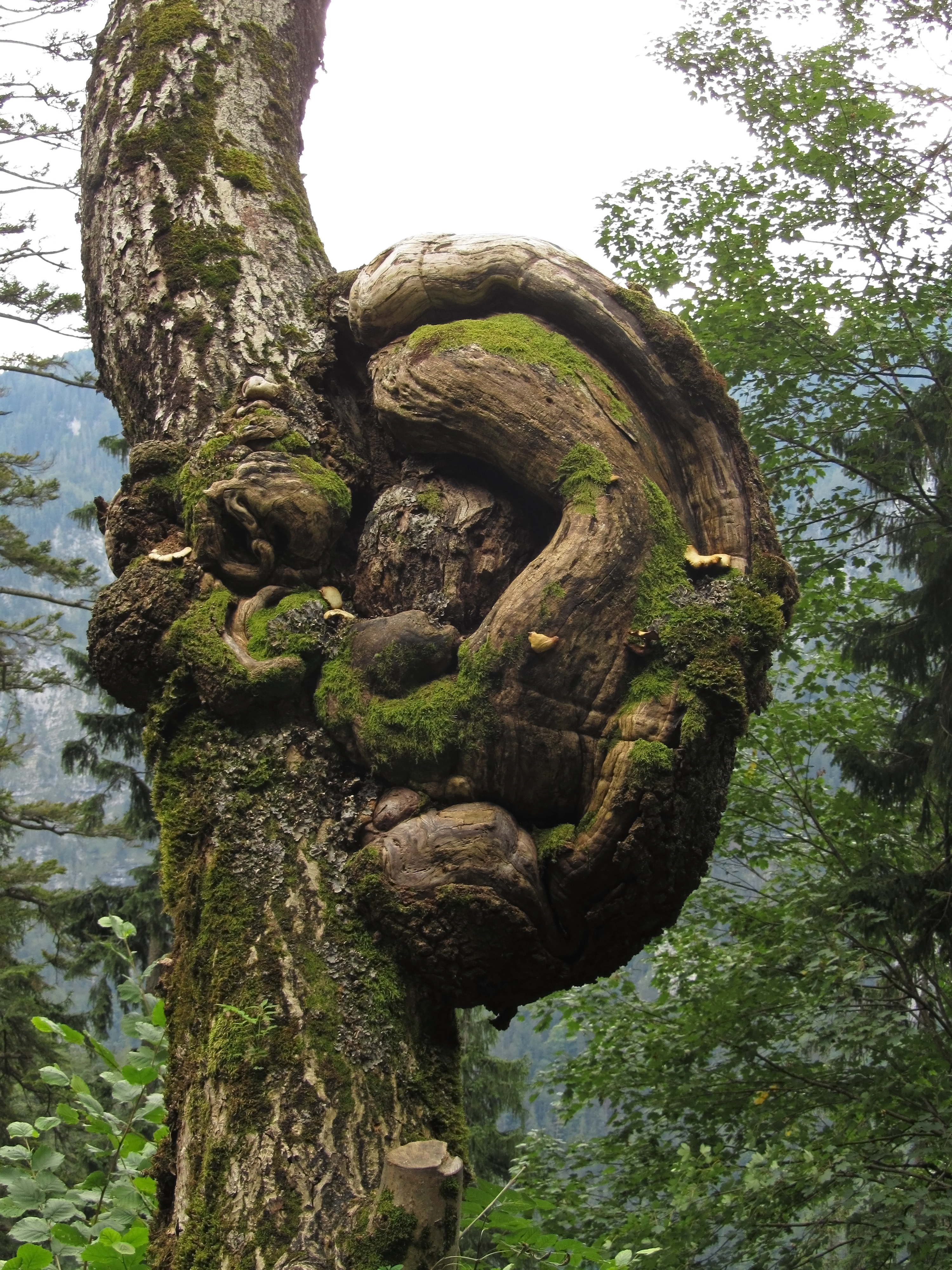
Besondere Wuchsformen bilden Kleinbiotope für zahlreiche Lebewesen

Als Biotop- oder Habitatbaum werden Bäume bezeichnet, die besondere Lebensräume (Biotope, Habitate) für andere Lebewesen anbieten. Hierbei handelt es sich oft um sehr alte, zum Teil auch bereits absterbende oder tote Bäume. Insbesondere Bäume mit Spechthöhlen oder mit Horsten baumbrütender Vogelarten, sogenannte Horstbäume, zählen dazu. Aber auch Bäume mit besonderen Wuchsformen, mit größeren Stamm- oder Rindenverletzungen oder mit hohem Totholzanteil bieten vielen Tieren, Pflanzen oder Mikroorganismen einen Lebensraum. Biotopbäume mit ihren spezifischen Kleinbiotopen stellen Schlüsselelemente für die Artenvielfalt von Wäldern dar.
Häufig handelt es sich hierbei um Bäume, die auf Grund ihrer Schäden oder Wuchsdeformationen wirtschaftlich nicht interessant sind. Außerdem werden Bäume in der Regel gefällt und verwertet, bevor sie absterben. Damit entfällt die in Urwäldern auftretende natürliche Alters- und Zerfallsphase. Aus diesem Grund sind ausgeprägte Biotopbäume in Wirtschaftswäldern deutlich seltener als in Naturwäldern zu finden. Aus Sicht des Naturschutzes muss dem Mangel an Biotopbäumen entgegengewirkt werden. Da die Belassung und der Schutz solcher Bäume den Wirtschaftsbetrieb belasten, werden insbesondere von Waldbesitzern der öffentlichen Hand Programme gestartet, um den Anteil der Biotopbäume im Wald zu erhöhen. Diese Bäume werden sich selbst überlassen und nicht gefällt.

## Typologie der Baummikrohabitate
Von Larrieu et al. wurde 2018 eine hierarchische Typologie der Baummikrohabitate vorgeschlagen: Die oberste Ebene besteht aus sieben Formen, die für die Artenvielfalt relevant sind:
1. Höhlen im weiten Sinn (Bruthöhle, Mulm, Dendrotelme)
2. Stammverletzungen und freiliegendes Holz (Wundholz, Überwallung)
3. Kronentotholz
4. Wucherungen (Baumkrebs, Maserknolle)
5. feste und schleimige Pilzfruchtkörper
6. epiphytische, epixylische und parasitische Strukturen
7. Ausflüsse (Schleimfluss)

## Erfassung und Zielwerte
Die sieben Grundformen können für eine rasche Bestandserfassung von Habitatbäumen dienen. Für Waldinventuren und Monitoringzwecke können sie in 15 Gruppen unterteilt und in einer dritten Ebene in 47 Typen gegliedert werden.
Die Zielwerte an Biotopbäumen in der Forstwirtschaft liegen deutlich unter den für die Artenvielfalt von Biologen geforderten.

### Deutschland
Die Dritte Bundeswaldinventur (2012) hat in den deutschen Wäldern im Mittel neun Biotopbäume je Hektar gefunden. Das sind hochgerechnet auf den gesamten deutschen Wald 93 Mio. Biotopbäume. 60 Prozent davon sind Laubbäume. Mehrere deutsche Bundesländer und Schweizer Kantone verfügen über Alt- und Totholzkonzepte einschließlich der Förderung von Habitatbäumen.

#### Baden-Württemberg
Baden-Württemberg strebt die dauerhafte Ausscheidung einer Habitatbaumgruppe – ungefähr 15 vor und mitherrschende Bäume – pro drei Hektar Staatswald an (ForstBW 2015 und 2016). Mit diesem Ziel wird ein theoretischer Durchschnittsabstand von etwa 170 Metern zwischen den einzelnen Habitatbaumgruppen erreicht.

#### Bayern
Die Bayerischen Staatsforsten wollen auf Dauer eine Dichte von zehn Habitatbäumen pro Hektar in allen naturnahen Beständen eines gewissen Alters erreichen (Bayerische Staatsforsten AöR 2009).

#### Hessen
Die „Naturschutzleitlinie für den Hessischen Staatswald“ aus dem Jahre 2010 zum Beispiel nennt Vorgaben für über 100-jährige Laubholzbestände. Hier sollen drei Habitatbäume pro Hektar erhalten werden.

#### Niedersachsen
Die Niedersächsischen Landesforsten haben sich einen Erhalt von fünf Habitatbäumen je Hektar als Ziel gesetzt. Das Biotopbaum- und Totholzkonzept des Kommunalwaldes Rheinland-Pfalz verlangt zehn Bäume je Hektar.

#### Rheinland-Pfalz
Die Landesforsten Rheinland-Pfalz hingegen setzen auf Biotopbaumgruppen. Die Ausweisung erfolgt im Regelfall in Beständen der Reifephase. Je drei Hektar sollte eine Gruppe von etwa 15 Bäumen belassen werden.

### Schweiz
In der Schweiz hat das Bundesamt für Umwelt (BAFU) als nationales Ziel bis 2030 die Erhaltung von 3–5 Habitatbäumen pro Hektar Waldfläche definiert, dies in Kombination mit 2–3 Prozent Altholzinseln und 5 Prozent Naturwaldreservaten ohne waldbauliche Eingriffe.

### Frankreich
In Frankreich hat das Office national des forêts ONF, der Verwalter des öffentlichen Waldes, für den Staatswald obligatorische und für andere Kommunalwälder empfohlene Normen herausgegeben: mindestens zwei Höhlenbäume und mindestens ein Dürrständer oder absterbender Baum pro Hektar (ONF 2009). In Privatwäldern verpflichten sich nur Eigentümer, die Mitglied der Zertifizierungslabels PEFC oder FSC sind, mindestens einen alten respektive sehr dicken Baum oder einen Höhlenbaum pro Hektar zu erhalten (PEFC 2016) und mindestens zwei Habitatbäume (gemäß einer Liste von 12 BMH-Typen) mit dem Ziel, am Ende der Laufzeit des Wirtschaftsplans fünf Habitatbäume pro Hektar gesichert zu haben (FSC 2017).